# بخش کهیر
بخش کهیر، یکی از بخش‌های شهرستان کنارک در استان سیستان و بلوچستان ایران است. مرکز این بخش، روستای کهیر است.

## تقسیمات کشوری
- بخش کهیر
  - دهستان کهیر
  - دهستان تنگ

## جمعیت
بر پایه سرشماری عمومی نفوس و مسکن در سال ۱۳۹۵، جمعیت بخش کهیر برابر با ۱۳٬۱۹۹ نفر بوده‌است.